# Leni Bauer-Ecsy
Leni (eigentlich Helene) Bauer-Ecsy (* 2. Juli 1909 in Hamburg; † 29. April 1995 in Feldafing) war eine deutsche Bühnen- und Kostümbildnerin, die überwiegend Opernproduktionen ausstattete.

## Leben
Helene Bauer war die Tochter des Dekorateurs Carl Johann Bauer und seiner Frau Johanna Auguste Elisabeth, geb. Menge. 1939 heiratete sie den Opernsänger Walter Siegfried Ecsy (1909–1969). Von 1937 bis 1940 arbeitete sie als Bühnenbildnerin am Stadttheater in Göttingen. 1940 ging Bauer-Ecsy nach Essen und später nach München.
Aus diversen Kritiken, Büchern bzw. Opernarchiven lassen sich bislang vier Hauptwirkungsorte feststellen:
- 1957–1967 Württembergische Staatsoper Stuttgart
- 1958–1966 Opera Scotland
- 1960–1965 Salzburger Festspiele
- 1960–1969 San Francisco Opera

In den 1950er und 1960er Jahren gestaltete sie – als eine der ersten weiblichen Bühnenbildnerinnen der Theatergeschichte – die Ausstattung für Bühne und Kostüm zahlreicher Inszenierungen an der Württembergischen Staatsoper. Sie wurde von Walter Erich Schäfer, dem langjährigen Generalintendanten der Württembergischen Staatstheater nach Stuttgart verpflichtet. Schon die ersten beiden nachgewiesenen Produktionen zeigen die Breite ihres Spektrums auf: 1957 Otto Nicolais komische Oper Die lustigen Weiber von Windsor, inszeniert von Kurt Puhlmann und dirigiert von Ferdinand Leitner, 1960 die Carl-Orff-Uraufführung von Ludus de nato Infante mirificus, inszeniert von Paul Hager und dirigiert von Heinz Mende. Im April 1963 ist am Théâtre Sarah Bernhardt in Paris ein Stuttgarter Gastspiel der Bluthochzeit von Federico García Lorca in der Opernfassung von Wolfgang Fortner verzeichnet. Es inszenierte Günther Rennert, für den Bauer-Ecsy zahlreiche Bühnenbilder geschaffen hat, es dirigierte wiederum Leitner. Dem hochkarätigen Ensemble gehörten unter anderem die Sänger Martha Mödl, Hetty Plümacher, Anny Schlemm und Gerhard Unger, sowie der Schauspieler Johannes Grossmann an. 1967 folgte die als exemplarisch gelobte Rennert-Inszenierung von Brecht/Weills Aufstieg und Fall der Stadt Mahagonny mit Anja Silja als Jenny und mit Ferdinand Leitner am Pult.
An der Opera Scotland war Bauer-Ecsy 1958 für die Ausstattung von Die Entführung aus dem Serail verantwortlich, 1966 für Wozzeck und Die Zauberflöte. Im Februar 1960 übernahm sie Bühnen- und Kostümbild für die Operette Pariser Leben, inszeniert von Heinz Hilpert am Düsseldorfer Schauspielhaus. Im Sommer 1960 debütierte sie bei den Salzburger Festspielen mit der höchst erfolgreichen Così fan tutte-Inszenierung Günther Rennerts, dirigiert von Karl Böhm, die danach alljährlich bis 1965 im Kleinen Festspielhaus zu sehen war. 1961 folgte in Salzburg die Uraufführung von Hofmannsthals und Wagner-Régenys Das Bergwerk zu Falun, inszeniert von Paul Hager und dirigiert von Heinz Wallberg. Zuletzt stattet Bauer-Ecsy 1965 in Salzburg die kleine Mozart-Oper La finta giardiniera im Residenzhof aus, Regie führte Ernst Poettgen, der Dirigent war Bernhard Conz.
1960 wurde Bauer-Ecsy von Regisseur Paul Hager für dessen Wozzeck-Inszenierung an die San Francisco Opera verpflichtet, woraus sich eine langjährige Zusammenarbeit ergab. 1961 folgten Le nozze di Figaro und – in der Regie von Dino Yannopoulos – Lucia di Lammermoor, 1963 Capriccio von Richard Strauss und La forza del destino von Giuseppe Verdi, 1964 Der Rosenkavalier, 1965 Lulu von Alban Berg und 1966 Věc Makropulos von Leoš Janáček. Im folgenden Jahr war die Ausstatterin für zwei Produktionen verantwortlich, für Tristan und Isolde und für die US-Erstaufführung von Gunther Schullers Jazz-Oper The Visitation, einer Anklage gegen den Rassismus basierend auf Kafkas Romanfragment Der Process. 1969 endete die Tätigkeit Bauer-Ecsys an der Westküste mit einer Neuinszenierung von Jenůfa, die 1980 und 1986 wieder aufgenommen wurde. Eine Reihe dieser Produktionen aus San Francisco wurden in den 1960er Jahren auch in Los Angeles gezeigt.

## Film
IMDb verzeichnet einen Fernsehfilm, an dem Leni Bauer-Ecsy 1955 mitgearbeitet hat: Apoll von Bellac nach einem Stück von Jean Giraudoux, mit Rudolf Bechmann, Johanna von Koczian, Kurt Horwitz und Eva Vaitl in Hauptrollen. Es inszenierte Erich Fritz Brücklmeier.

## Ehrungen
- 1975: Verdienstkreuz am Band des Landes Baden-Württemberg[1]